# Religara
Religara (nota anche come Pachhiari) è una suddivisione dell'India, classificata come census town, di 7.470 abitanti, situata nel distretto di Hazaribag, nello stato federato del Jharkhand. In base al numero di abitanti la città rientra nella classe V (da 5.000 a 9.999 persone).

## Geografia fisica
La città è situata a 24° 32' 12 N e 86° 41' 26 E.

## Società

### Evoluzione demografica
Al censimento del 2001 la popolazione di Religara assommava a 7.470 persone, delle quali 3.954 maschi e 3.516 femmine. I bambini di età inferiore o uguale ai sei anni assommavano a 1.027, dei quali 535 maschi e 492 femmine. Infine, coloro che erano in grado di saper almeno leggere e scrivere erano 4.523, dei quali 2.728 maschi e 1.795 femmine.